# Levant (Maine)
Levant város az USA Maine államában, Penobscot megyében. Lakosainak száma 2940 fő (2020. április 1.).

## Népesség
A település népességének változása:

| 2010 | 2 851 |
| 2020 | 2 940 |